# Henotesia vola
Henotesia vola är en fjärilsart som beskrevs av Ward 1870. Henotesia vola ingår i släktet Henotesia och familjen praktfjärilar. Inga underarter finns listade i Catalogue of Life.